# Братья Бриско
Братья Бри́ско (англ. Briscoe Brothers) — американская команда в рестлинге, состоящая из братьев Джея Бриско (англ. Jay Briscoe, настоящее имя — Джамин «Джей» Пью (англ. Jamin "Jay" Pugh)) и Марка Бриско (англ. Mark Briscoe, Марк Пью (англ. Mark Pugh)). Они известны своим 20-летним пребыванием в американском промоушене Ring of Honor (ROH). Братья Бриско выступали вместе с 2000 года до внезапной смерти Джея Бриско в автокатастрофе 17 января 2023 года.
Дуэт был представлен на первом в истории компании шоу 23 февраля 2002 года, и за исключением 18-месячного перерыва с августа 2004 по февраль 2006 года, братья были центральными фигурами компании на протяжении всей её истории, враждуя с некоторыми из её самых больших звезд. Бриско являются 14-кратными командными чемпионами мира, в их послужном списке 13 командных чемпионских титулов ROH, одно командное чемпионство IWGP в New Japan Pro-Wrestling (NJPW) и одно командное чемпионство мира Impact. Они также один раз владели командным чемпионством GHC в полутяжёлом весе в Pro Wrestling Noah GHC. Они также завоевали множество титулов на независимой сцене. 31 января 2022 года они были введены в Зал славы ROH.
В одиночном разряде Джей является двукратным чемпионом мира ROH, а Марк выиграл Honor Rumble в 2013 году.

## Ранняя жизнь
Братья Пью, Джамин (Джей) (25 января 1984 — 17 января 2023) и Марк (род. 18 января 1985), выросли в Лореле, Делавэр. Будучи старшеклассниками, оба получили почетные награды All-State в младших и старших классах по американскому футболу, Джей — как фуллбек и лайнбекер, а Марк — как тайт-энд и лайнбекер. В какой-то момент оба играли за колледж Уэсли (штат Делавэр), этот факт даже использовался в рестлинг-сюжетах, чтобы объяснить отсутствие, после которого они возвращались.
Братья впервые заинтересовались реслингом в юности, посмотрев передачу World Wrestling Federation по одному из двух каналов, которые принимал их телевизор. Первоначально они отрабатывали приемы друг с другом на батуте, а затем семья построила рестлинг-ринг на заднем дворе. С самого начала они работали над совершенствованием своего мастерства, записывали свои приемы и пытались их улучшить. Несмотря на то, что их отец был тренером борцовской команды их средней школы, они не участвовали в борьбе в школьные годы. Их знакомство с рестлингом произошло в East Coast Wrestling Association (ECWA), когда они ещё учились в средней школе. Когда их мать, Яна, стояла в очереди за билетами на мероприятие, к ней подошел промоутер ECWA и спросил, нет ли у её сыновей записи с их выступлениями. Это привело к тому, что 20 мая 2000 года братья дебютировали в ECWA под именами «Джей и Марк Бриско».

## Титулы и достижения
- Combat Zone Wrestling
  - Командные чемпионы мира CZW (2 раза)[2]
- Extreme Rising
  - Матч года (2012) пр. The Blk Out пр. Los Dramáticos[3]
  - Экстремальный момент года (2012) дебют в матче в клетке против Blk Out и Los Fantásticos.
- Full Impact Pro
  - Командные чемпионы FIP (1 раз)[4]
- Game Changer Wrestling
  - Командные чемпионы GCW (2 раз)[5]
- House of Glory
  - Командные чемпионы HOG (1 раз)
- Impact Wrestling
  - Командные чемпионы мира Impact (1 раз)[6]
- Jersey Championship Wrestling
  - Чемпион JCW в полутяжёлом весе (1 раз)[7] — Марк
- National Wrestling Alliance
  - Crockett Cup (2022)
- New Japan Pro-Wrestling
  - Командные чемпионы IWGP (1 раз)[8]
  - Командные чемпионы 6-и человек NEVER в открытом весе (2 раза) — с Тору Яно[9]
- NWA Wildside
  - Командные чемпионы NWA Wildside (1 раз)[10]
- Pro Wrestling Illustrated
  - № 7 в топ 500 рестлеров в рейтинге PWI 500 в 2015 — Джей[11]
  - № 49 в топ 500 рестлеров в рейтинге PWI 500 в 2013 — Марк[12]
- Pro Wrestling Noah
  - Командные чемпионы GHC в полутяжёлом весе (1 раз)
- Pro Wrestling Unplugged
  - Командные чемпионы PWU (1 раз)[13]
- Real Championship Wrestling
  - Командные чемпионы RCW (1 раз)[14][15]
- Ring of Honor
  - Чемпион мира ROH (2 раза)[16][17] — Джей
  - Командные чемпионы мира 6-и человек ROH (1 раз) — с Булли Рэем[18]
  - Командные чемпионы ROH (13 раз)[19][20][21][22]
  - Honor Rumble (2009, 2013)[23][24]
  - Команда десятилетия (2010-е)[25]
  - Награда по итогам года ROH (1 раз)
    - Команда года (2019)[26]

  - Зал славы ROH (2022)[27]
- Squared Circle Wrestling
  - Командные чемпионы 2CW (1 раз)[28]
- USA Xtreme Wrestling
  - Командные чемпионы UXW (1 раз)[29]
- Wrestling Observer Newsletter
  - Команда года (2007)